# Fuck Machine

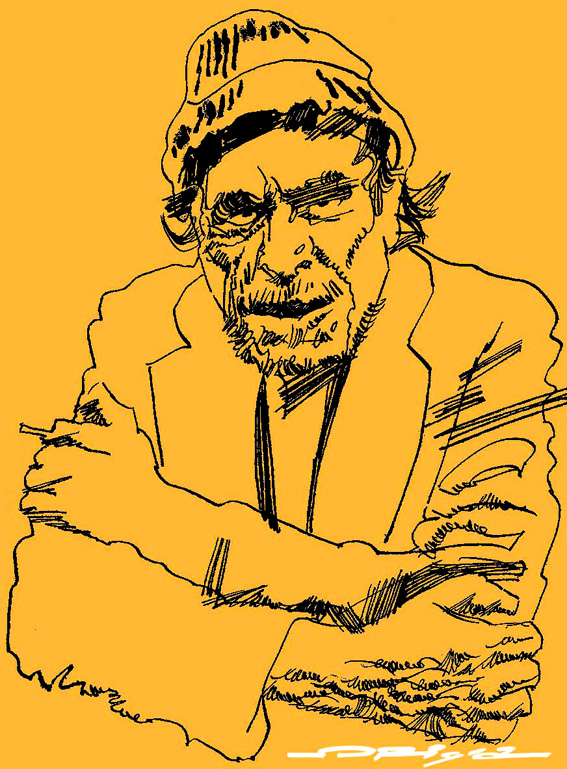
Charles Bukowski, gezeichnet von Graziano Origa

Fuck Machine ist der Titel einer Kurzgeschichte des amerikanischen Schriftstellers Charles Bukowski, die erstmals 1972 als Teil einer Sammlung erschien. Als die Sammlung von Kurzgeschichten ins Deutsche übersetzt wurde, erschien diese Sammlung 1977 unter dem Titel Fuck Machine. Das Motiv der Geschichte ist die sexuelle Befriedigung eines Mannes durch einen Apparat, der einen menschlichen Sexualpartner ersetzt beziehungsweise ganz überflüssig macht.

## Hintergrund
Die Kurzgeschichte Fuck Machine (deutsch: Die Fickmaschine) erschien 1972 in einer Sammlung mit dem Titel Erections, Ejaculations; Exhibitions and General Tales of Ordinary Madness (deutsch in etwa: Erektionen, Ejakulationen, Exhibitionismus und andere allgemeine Geschichten vom gewöhnlichen Wahnsinn) bei City Lights Publishers als Paperback. Die darin versammelten Prosatexte entstanden im Zeitraum von 1967 bis 1972. Zuvor waren sie vereinzelt schon in den Untergrundzeitschriften „Berkeley Barb“ und „Open City“ veröffentlicht worden.
Namensgeber für die 1977 von Wulf Teichmann ins Deutsche übersetzte und beim S. Fischer Verlag erschienene Sammlung war die bereits erwähnte gleichnamige Kurzgeschichte. Sie handelt von der Erfindung eines wahnsinnigen deutschen Wissenschaftlers, der nur als B. bezeichnet wird. Dieser versteckte seine Maschine, die der männlichen sexuellen Befriedigung diente, einst vor Hitler, um sie nun von seinen Thekenbrüdern und Zechkumpanen im Hinterzimmer von Toni’s Bar ausprobieren zu lassen.
Die Erzählungen des Bandes werden alle aus der Perspektive eines gewissen Henry Chinaski (genannt Hank) in der Ich-Form vorgetragen. Diese Person taucht immer wieder in den Werken Bukowskis auf und kann als das Alter Ego des Autors verstanden werden.

## Rezeption
Die Sammlung Fuck Machine erfuhr nur teilweise eine wohlwollende Beachtung von Seiten der Kritik. Die Basler Zeitung führte aus, die Kurzgeschichten von Bukowski zählten mittlerweile zu den Klassikern der amerikanischen Literatur. Sie seien böse, obszön und witzig zugleich. Mit großer Empfindsamkeit schildere der Autor sein eigenes Leben und die Erfahrungen, die er mit dem amerikanischen Traum, der sich zuweilen als Alptraum entpuppe, gemacht hat. Die Texte seien voller Leidenschaft. Das Obszöne in seiner Prosa diene der Darstellung des Innenlebens der Protagonisten und sei nicht dazu bestimmt, kleinbürgerliche Aufgeiler zu befriedigen.
Eine negative Kritik erfuhr die Kurzgeschichte anlässlich der Veröffentlichung einer CD durch den Hörverlag 2003. Darauf waren Gedichte und als einziger Prosatext Fuck Machine zu finden, die gleichzeitig als Namensgeber fungierte. Gelesen wurden die Beiträge von Martin Semmelrogge. Die Süddeutsche Zeitung lobte zwar den Schauspieler für seine Darbietung, sprach den Texten jedoch zugleich eine wirklich künstlerische Qualität ab.
Der Journalist Matthias Heine behauptete 2016 in seinem Buch „Seit wann hat geil nichts mehr mit Sex zu tun – 100 deutsche Wörter und ihre erstaunlichen Karrieren“, dass durch Bukowskis Titelgeschichte der Begriff fuck in der deutschen Sprache überhaupt erst etabliert worden sei.

## Veröffentlichungen
- Charles Bukowski: Erections, ejaculations, exhibitions and general tales of ordinary madness. City Light Books, San Francisco 1972, ISBN 0-87286-061-2. (Erstveröffentlichung der Sammlung von Kurzgeschichten)
- Charles Bukowski: Kaputt in Hollywood. Maro, Augsburg 1976.  (Übersetzte Ausgabe der Sammlung von Kurzgeschichten)
- Charles Bukowski: Fuck machine. Fischer, Frankfurt am Main 1980. (Übersetzte Ausgabe der Sammlung von Kurzgeschichten)
- Charles Bukowski: Kaputt in Hollywood, aus dem Amerikanischen übersetzt von Carl Weissner. DAV 2017, ISBN 978-3-7424-0208-0. (Lesung mit Otto Sander)